# Končiny (Slatina nad Úpou)
Končiny jsou malá osada, část obce Slatina nad Úpou v okrese Náchod. Nacházejí se asi 1 km severně od Slatiny nad Úpou. V roce 2011 zde bylo 21 domů s 17 obyvateli. Přístup do osady je možný po vyasfaltované cestě spojující Mečov se Slatinou nad Úpou.
Končiny leží v katastrálním území Slatina nad Úpou. Osada leží v nadmořské výšce 400 - 450 m.